# Glossadelphus amboinensis
Glossadelphus amboinensis är en bladmossart som beskrevs av Fleischer 1923. Glossadelphus amboinensis ingår i släktet Glossadelphus och familjen Hypnaceae. Inga underarter finns listade i Catalogue of Life.